# Lou Montañez
Pour les articles homonymes, voir Montañez.
Lou Anibal Montañez (né le 15 décembre 1981 à Bayamón, Porto Rico) est un voltigeur de baseball sous contrat avec les Cardinals de Saint-Louis de la Ligue majeure de baseball.

## Carrière
Après des études secondaires à la Coral Park High School de Miami (Floride), Lou Montañez est drafté le 5 juin 2000 au premier tour de sélection (3e choix) par les Cubs de Chicago. 
Il passe six saisons en Ligues mineures au sein de l'organisation des Cubs et devient agent libre après la saison 2006. Il signe chez les Orioles de Baltimore le 14 novembre 2006. Affecté en Ligues mineures en 2007 et 2008, il effectue toutefois ses débuts en Ligue majeure le 5 août 2008. Le lendemain, lors de son premier passage au bâton en Ligue majeure, il réussit un coup de circuit. Montañez devient le deuxième joueur de l'histoire des Orioles après Buster Narum (1963) à réaliser cette performance. 
En 2009, Montañez joue sous les couleurs de cinq formations différentes : Gulf Coast Orioles (R, 2 matches), Frederick Keys (A, 2 matches), Bowie Baysox (AA, 2 matches), Norfolk Tides (AAA, 10 matches) et Orioles de Baltimore (MLB, 29 matches). Il passe par les ligues mineures afin de préparer son retour au plus haut niveau à la suite d'une opération chirurgicale qui l'éloigne des terrains de Ligue majeure du 22 mai au 19 septembre.
Après 93 matchs joués sur trois saisons (2008 à 2010) pour Baltimore, Montañez devient agent libre et rejoint les Cubs de Chicago, pour qui il dispute 36 rencontres en 2011.
Le 21 décembre 2011, il signe chez les Phillies de Philadelphie. Après avoir amorcé l'année dans les mineures sans jouer pour les Phillies, il est mis sous contrat par les Cardinals de Saint-Louis le 21 mai.

## Statistiques

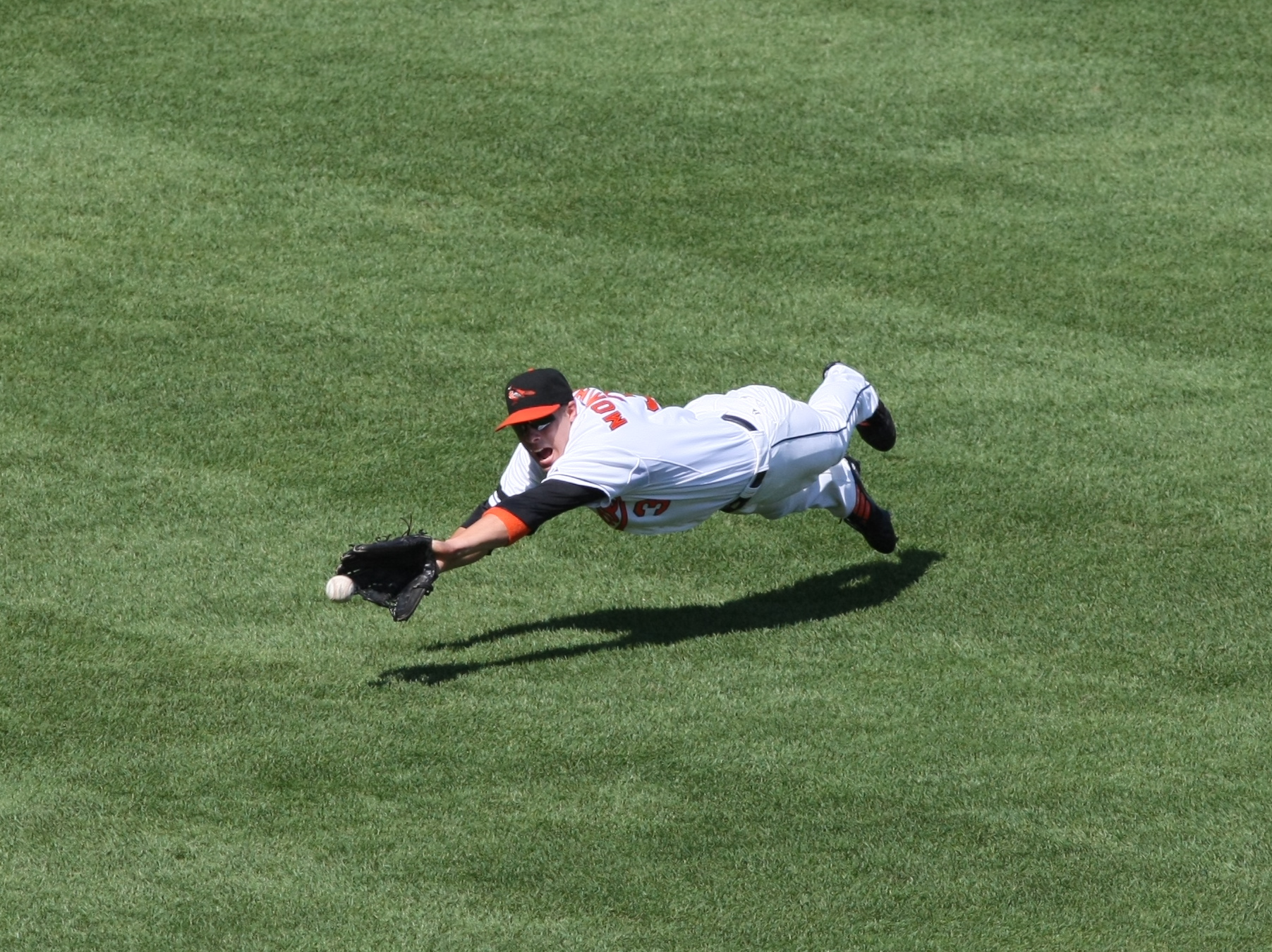
Un attrapé spectaculaire de Lou Montañez dans le champ extérieur en 2008.

| Saison | Équipe    | G  | AB  | R  | H  | 2B | 3B | HR | RBI | SB | BA    |
| ------ | --------- | -- | --- | -- | -- | -- | -- | -- | --- | -- | ----- |
| 2008   | Baltimore | 38 | 112 | 18 | 33 | 6  | 1  | 3  | 14  | 0  | 0,295 |
| 2009   | Baltimore | 29 | 82  | 5  | 15 | 5  | 0  | 1  | 6   | 0  | 0,183 |
| 2010   | Baltimore | 26 | 57  | 2  | 8  | 0  | 0  | 0  | 3   | 1  | 0,140 |
| Totaux | Totaux    | 93 | 251 | 25 | 56 | 11 | 1  | 4  | 23  | 1  | 0,223 |

Note : G = Matches joués ; AB = Passages au bâton; R = Points ; H = Coups sûrs ; 2B = Doubles ; 3B = Triples ; 
HR = Coup de circuit ; RBI = Points produits ; SB = Buts volés ; BA = Moyenne au bâton.